# Schloss Schieferegg

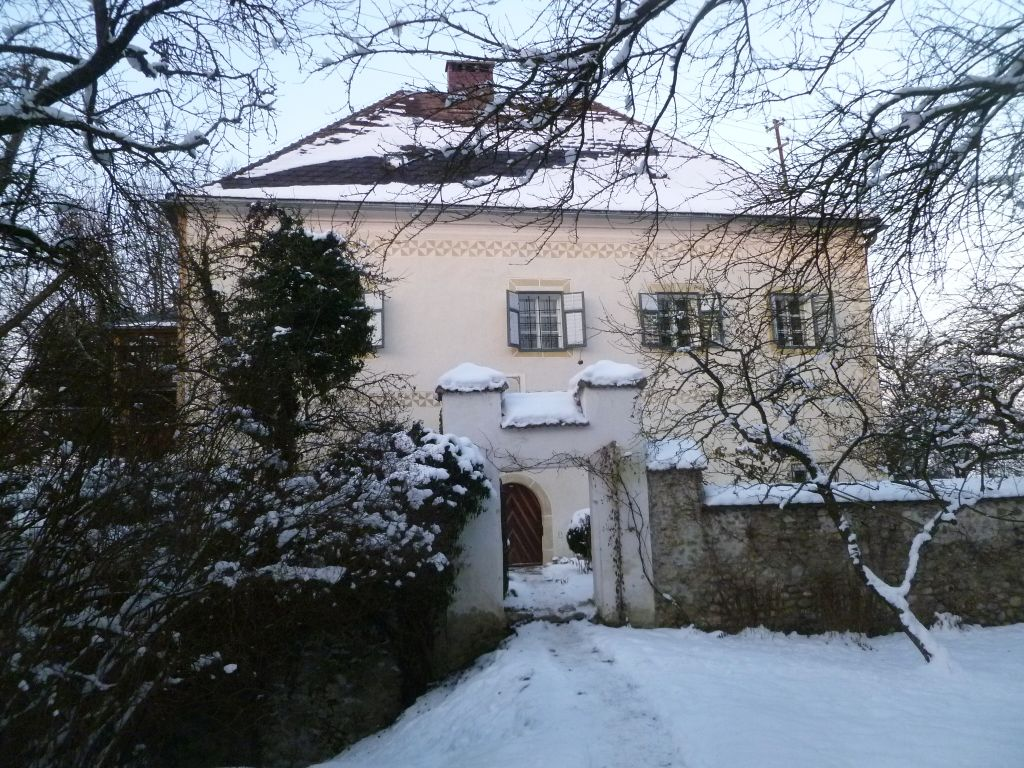
Schloss Schieferegg

Das Schloss Schieferegg befindet sich im gleichnamigen Ortsteil der Gemeinde Kronstorf (Schieferegg 6) im Bezirk Linz-Land in Oberösterreich und steht unter Denkmalschutz (Listeneintrag).

## Geschichte
Erstmals wird Schiefereck 1361 als Sitz des Ennser Bürgers Berthold (Perichtolt) Scheffolt (Schefvolt) von Scheffoltsegk erwähnt, als dieser dreißig Lehensgüter an die Tochter des Friedrich von Wallsee verkaufte. Die Scheffolts waren auch Bürger von Enns. Für die nächsten 40 Jahre fehlen Urkunden zu Schiefereck.
Die nächsten Besitzer waren gegen Ende des 14. bzw. Anfang des 15. Jahrhunderts die Habichler. Friedrich Habichler verkaufte 1409 den Edelsitz Schiffertseck an Wolf Feuchter (Feichter); dieser bekam ihn dann 1424 mit allem Zubehör von Georg von Dachsberg zu Lehen. Die Feuchters waren ein Rittergeschlecht, das sowohl in Niederösterreich wie auch im Lande ob der Enns Besitztümer hatten (Schloss Fridau, Grueb, Schiferegg). Mit dem Urenkel des Wolf Feuchter, Wolfgang Feuchter, vermählt mit Beatrix V. Knörring, ging im Lande ob der Enns dieser Familienast wieder zu Ende, während in Niederösterreich die Linien zu Friedau und zu Grueb weiter bestanden.

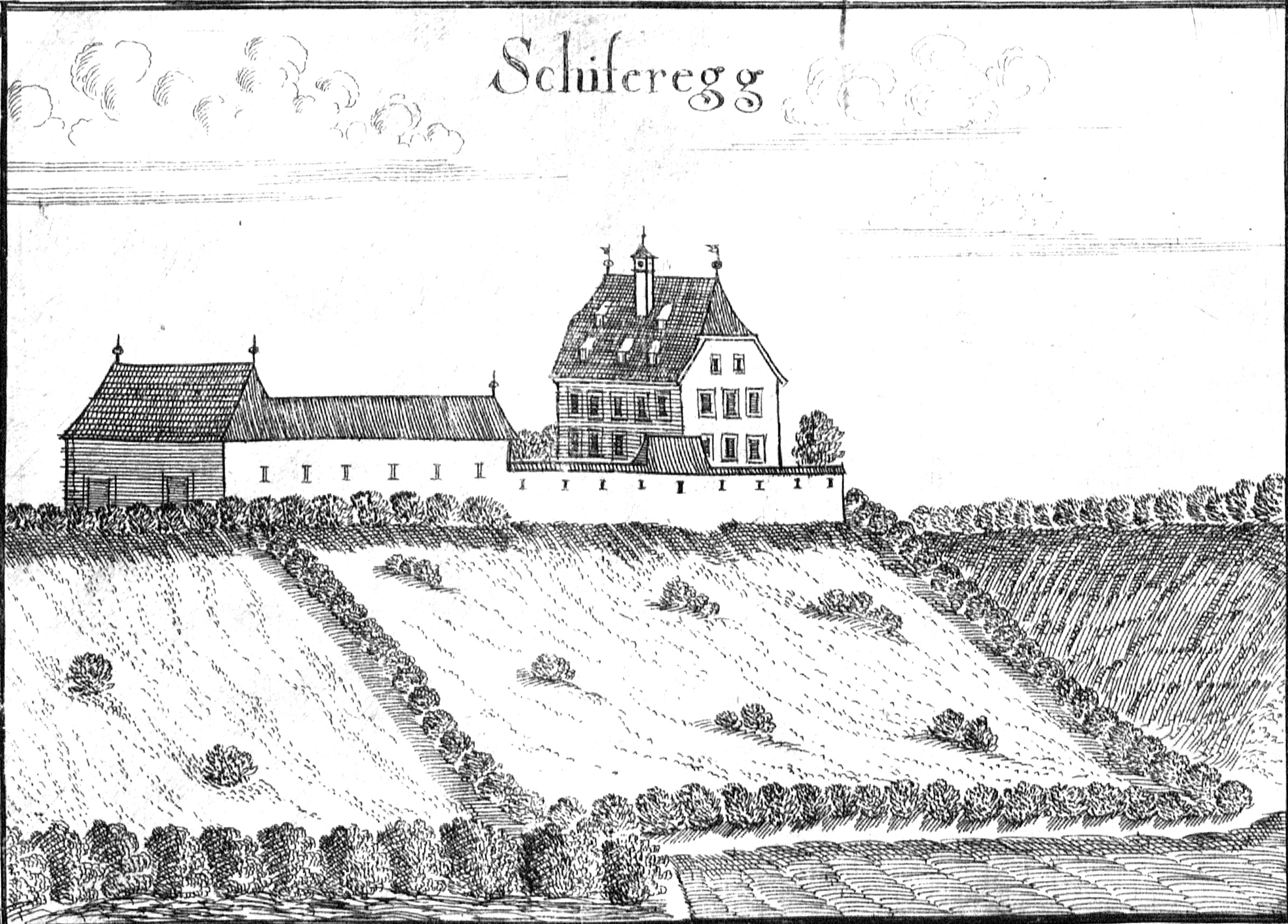
Schloss Schieferegg nach einem Stich von Georg Matthäus Vischer von 1674

Heinrich von Geumann besaß das Schloss um 1460. 1466 wurde der Sitz Schiferegg von den Bürgern von Steyr eingenommen, da sich dort der Ritter Ortolph Geymann († 1483), mit dem es einen mehrjährigen Rechtsstreit mit den Steyrern gab, verschanzt hatte. Er und seine Helfer wurden gefangen genommen und nach Steyr abgeführt. 1485 nahmen die Ungarn im Krieg gegen Kaiser Friedrich III. das Schloss von der am westlichen Ennsufer gelegenen Tettauer Schanze aus ein. Das Schloss wurde beim Abzug der Ungarn niedergebrannt, jedoch nach 1490 wieder aufgebaut und entspricht jetzt noch der Abbildung in Georg Matthäus Vischers Topographie aus dem Jahre 1674. Die Feuchters blieben bis 1520 im Besitz des landesfürstlichen Lehens. Auf die Feuchters folgte Siegmund von Polheim. Dieser verkaufte 1539 (oder 1533) den Sitz „Schiferegk sambt dem Pawhof“ wiederum an seinen Schwager Wolfgang von Volkenstorff. 1625 wurde der Sitz Schiefereck renoviert. 1628 mussten Schiefereck und weitere Besitztümer (u. a. Schloss Tillysburg, Schloss Weißenberg, Schloss Stein) von Katharina von Volkersdorf, der letzten aus dieser protestantischen Familie, an Graf Werner t’Serclaes von Tilly verkauft werden. Nach mehreren Generationen verkaufte Maria Anna Catharina, verwitwete Gräfin Montfort und Schwester von Ferdinand Laurentio Francisco Xaverio Graf Tilly, Schiefereck 1730 an ihren Cousin Johann Joseph Antonius Freiherr von und zu Weichs. Dieser musste 1750 Konkurs anmelden, 1756 erhielt seine Witwe Maria Ludowika Tillysburg und Stein. Seit dieser Zeit wird Schiefereck nicht mehr als Edelsitz geführt. Danach kam die Lehenshoheit über Schiefereck an die Herrschaft Gleink bzw. ab 1764 an das Stift Sankt Florian.
1852 wurde das Schloss von Anna Maria Hoislbauer, verehelichte Lindner, gekauft. Ihr folgte 1859–1901 Johann Lindner im Besitz nach. 1901–1902 kam der Besitz an Klara Steindl, 1902 an Franz und Aloisia (geb. Steindl) Trunk sowie in der Folge an Margarete Trunk. Unter Franz Trunk wurde das Schloss renoviert. Als weitere Besitzer sind die Prtaks zu nennen. Als Nachfahren sind heute Peter Prack und seine Familie im Besitz des Schlösschens.

## Beschreibung
Der etwas versteckt gelegene Schlossbau ist zweigeschoßig und mit einem Walmdach gedeckt. Der Eingang ist eine schlichte Rundbogentür mit Hausteinfassung aus Granit. Darüber befinden sich ein Halbrelief mit einer Pietà sowie eine Tafel, die an die früheren Besitzer von Schiefereck erinnert und Angaben über Renovierungen macht. Die Hausfassade ist durch ein Sgraffitozierband gegliedert; auch die Fenster sind durch sgraffierte Faschen herausgehoben. Die Westseite des Schlosses ist in neuerer Zeit mit einer hölzernen Veranda verbaut worden. Um das Schlossgebäude führt heute noch ein Graben, der nur im Bereich der früheren Brücke zugeschüttet wurde. Zu der Anlage gehören landwirtschaftlich genutzte Gebäude (Presshaus mit der Jahreszahl 1688 sowie Stallgebäude). Auf einem ist eine Abbildung der Heiligen Dreifaltigkeit zu sehen. Ein großer Garten wird durch eine Mauer aus übergroßen Flusssteinen umschlossen.
Das Schloss befindet sich in Privatbesitz und kann nicht besichtigt werden.

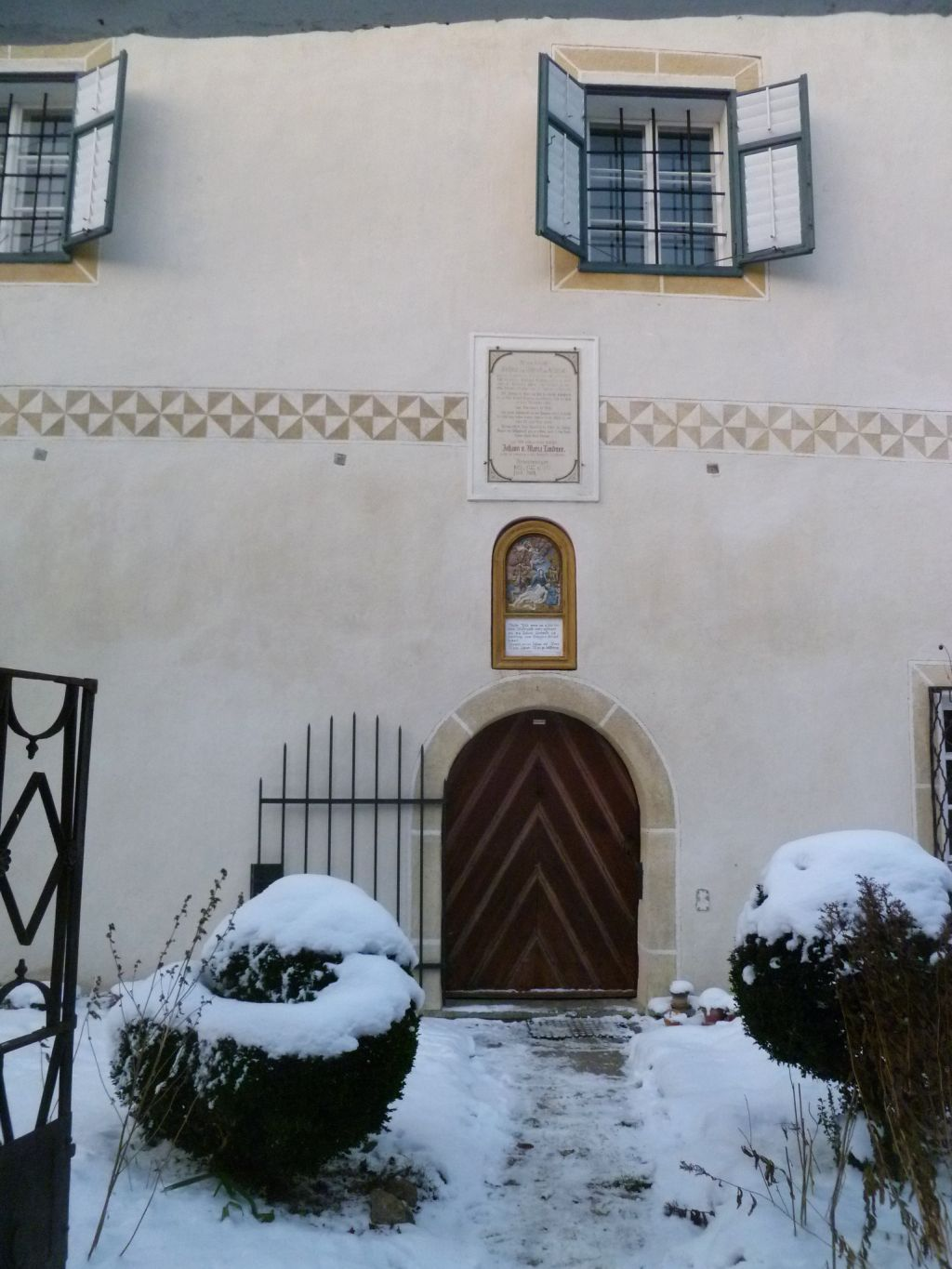
Eingangsbereich
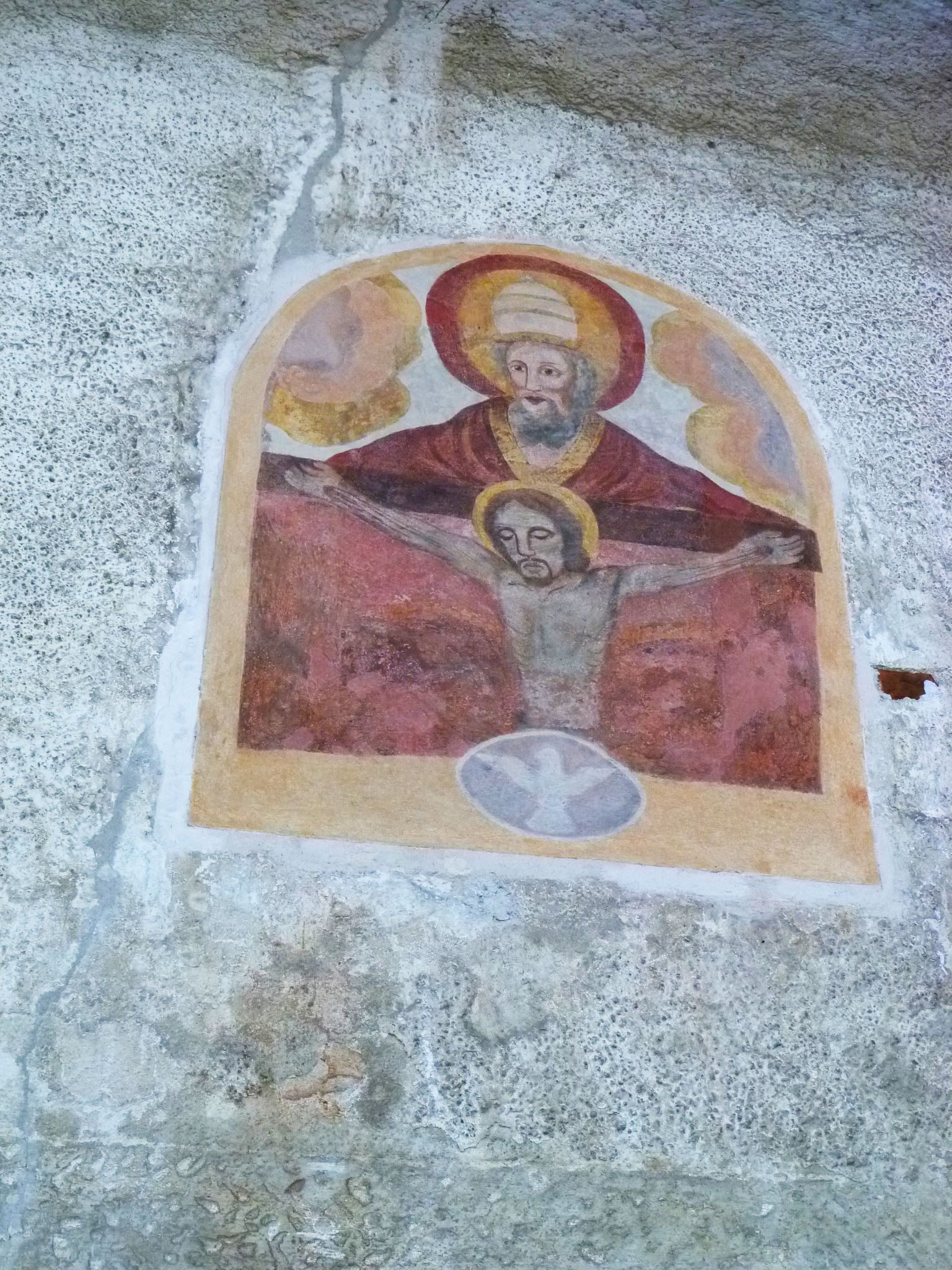
Dreifaltigkeitsdarstellung
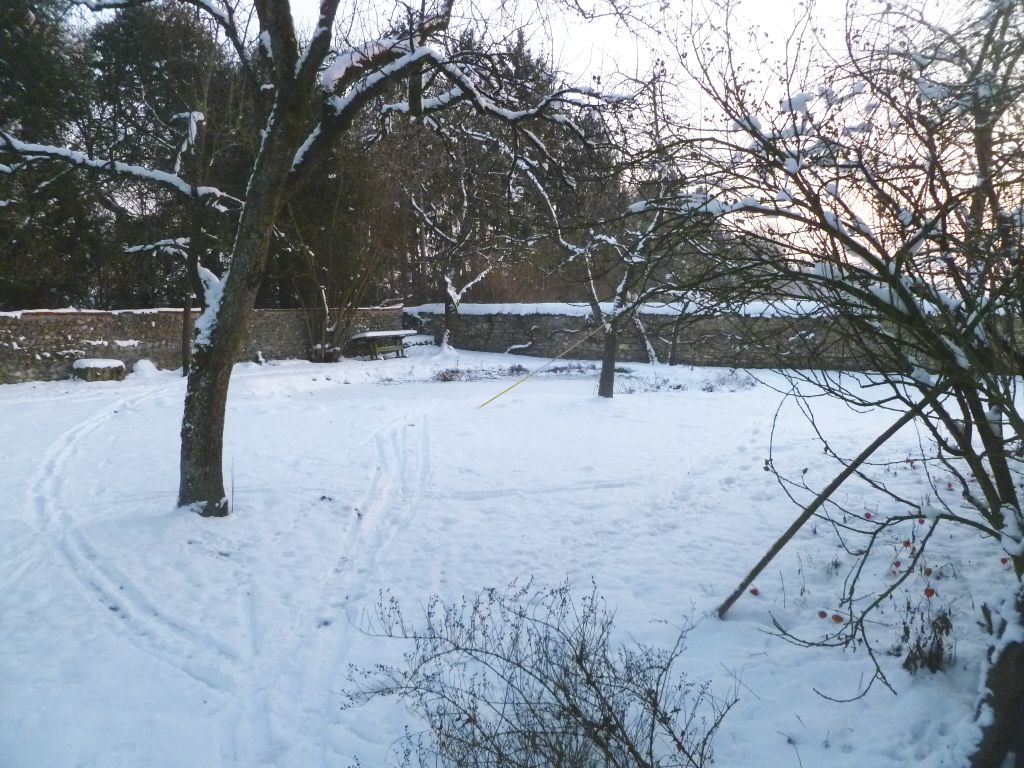
Garten mit Umfassungsmauer